# تاريخ نادي تشيلسي (1905–1952)
توثق هذه المقالة تاريخ نادي تشيلسي لكرة القدم، وهو فريق كرة قدم إنجليزي مقره في فولهام، غرب لندن. للحصول على نظرة عامة على النادي، انظر نادي تشيلسي لكرة القدم

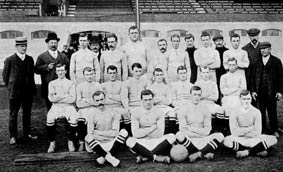
أول فريق تشيلسي في سبتمبر 1905

في عام 1904، استحوذ جوس ميرز على ملعب ستامفورد بريدج لألعاب القوى في فولهام بهدف تحويله إلى ملعب لكرة القدم. تم رفض عرض لتأجير الملعب لنادي فولهام القريب، لذا اختار ميرز تأسيس ناديه الخاص لاستخدام الملعب. نظرًا لوجود فريق يُدعى فولهام بالفعل في البلدة، فقد تم اختيار اسم البلدة المجاورة تشيلسي للنادي الجديد؛ كما تم النظر في أسماء مثل نادي كينسينغتون لكرة القدم، ونادي ستامفورد بريدج لكرة القدم ، ونادي لندن لكرة القدم.  تأسس نادي تشيلسي لكرة القدم في 10 مارس 1905 في حانة الشمس المشرقة (المعروفة الآن باسم "خطاف الجزار")،   مقابل المدخل الرئيسي الحالي للملعب على طريق فولهام، وتم انتخابه لدوري كرة القدم بعد ذلك بفترة وجيزة.
فاز تشيلسي بالترقية إلى الدرجة الأولى في الموسم الثاني، وتذبذب بين الدرجتين الأولى والثانية في السنوات الأولى. وصلوا إلى نهائي كأس الاتحاد الإنجليزي 1915، حيث خسروا أمام شيفيلد يونايتد في أولد ترافورد، واحتلوا المركز الثالث في الدرجة الأولى عام 1920، وهو أفضل موسم للنادي في الدوري حتى تلك النقطة.  كان لدى تشيلسي سمعة طيبة في التعاقد مع اللاعبين النجوم  وجذب حشودًا كبيرة. حقق النادي أعلى متوسط حضور جماهيري في كرة القدم الإنجليزية في عشرة مواسم منفصلة  بما في ذلك 1907–08،  1909–10،  1911–12،  1912–13،  1913–14 و1919–20.  وصلوا إلى الدور نصف النهائي لكأس الاتحاد الإنجليزي في عامي 1920 و1932 وظلوا في الدرجة الأولى طوال ثلاثينيات القرن العشرين، لكن النجاح ظل بعيدًا عن متناول النادي في سنوات ما بين الحربين.

## قبل عام 1905
في عام 1896، اشترى هنري أوغسطس "جوس" ميرز، وهو رجل أعمال ومتحمس لكرة القدم، برفقة شقيقه جوزيف ميرز، ملعب ستامفورد بريدج لألعاب القوى في فولهام، غرب لندن، بهدف إقامة مباريات كرة قدم من الدرجة الأولى هناك. كان عليهم الانتظار حتى عام 1904 لشراء الملكية الحرة، عندما توفي المالك السابق. فشلوا في إقناع نادي فولهام لكرة القدم بتبني الأرض كمقر لهم بعد نزاع حول الإيجار، لذلك فكر ميرز في بيعها لشركة غريت ويسترن ريلوي، التي أرادت استخدام الأرض كمكان لإلقاء الفحم. وكان زميل ميرز فريد باركر يحاول ثنيه عن قراره دون جدوى. وروى باركر في وقت لاحق ما حدث بعد ذلك:
| « | شعرتُ بالحزن على زوال الأرض القديمة، فمشيتُ ببطءٍ بجانبه [ميرز] عندما عضّني كلبه، قادمًا من الخلف دون أن يُلاحظني، بشدةٍ في جواربي الرياضية حتى سال الدم مني. عندما قلتُ للمالك: "كلبك اللعين عضني، انظر!" وأريته الدم، بدلًا من أن يُبدي قلقه، قال ببساطة: "سكوتش تيرير؛ يعضّ دائمًا قبل أن يتكلم". أثارت سخافة هذه الملاحظة ضحكتي، لدرجة أنني رغم قفزي على قدم واحدة وشعوري بقطرات الدم تسيل، ضحكتُ من قلبي وأخبرته أنه "أروع سمكة" قابلتها في حياتي. بعد دقيقة فاجأني بضربة على كتفي قائلاً: "لقد أخذتَ تلك اللقمة ببراعة، معظم الرجال كانوا سيثيرون ضجة كبيرة بسببها. انظر، سأقف بجانبك؛ لا تهتم بالآخرين. اذهب إلى الصيدلية وافحص تلك اللقمة، وقابلني هنا في التاسعة من صباح الغد وسنبدأ العمل". | » |

وهكذا، قرر ميرز، على نحو مفاجئ، تغيير رأيه وقرر اتباع نصيحة باركر وتأسيس نادي كرة قدم خاص به ليحتل ستامفورد بريدج.

## السنوات المبكرة (1905–1915)

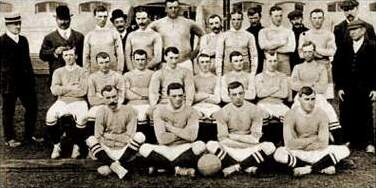
فريق تشيلسي في عام 1905

تأسس نادي تشيلسي لكرة القدم في 10 مارس 1905.  في حانة الشمس المشرقة (التي أصبحت الآن خطاف الجزار)، مقابل المدخل الرئيسي الحالي للملعب على طريق فولهام. نظرًا لوجود فريق يُدعى فولهام بالفعل في البلدة، فقد تم الاتفاق على اسم البلدة المجاورة، وهي بلدة تشيلسي الحضرية، بعد رفض نادي لندن لكرة القدم ونادي كينسينغتون لكرة القدم ونادي ستامفورد بريدج لكرة القدم.  تم اعتماد القمصان الزرقاء من قبل ميرز، بعد ألوان سباق اللورد تشيلسي، إلى جانب السراويل البيضاء والجوارب الزرقاء الداكنة.
كان تشيلسي يفكر في البداية في الانضمام إلى الدوري الجنوبي، لكن تم رفضه بعد اعتراضات من فولهام وتوتنهام هوتسبير، لذلك تقدم بدلاً من ذلك بطلب القبول في دوري كرة القدم. تم تأييد ترشيحهم في اجتماع الجمعية العامة السنوي لرابطة كرة القدم في 29 مايو 1905؛ وكان خطاب باركر مهمًا بشكل خاص، حيث أكد على الاستقرار المالي للنادي الجديد، والملعب الجديد المثير للإعجاب، واللاعبين البارزين مثل وليام "فاتي" فولك، حارس المرمى الذي يبلغ وزنه 22 حجرًا والذي فاز بلقب الدوري وذ مرتين مع شيفيلد يونايتد.
تم تعيين جون روبرتسون، لاعب خط الوسط الدولي الإسكتلندي البالغ من العمر 28 عامًا، كلاعب ومدرب. بدأ النادي بلاعبين ثابتين تم تجنيدهم من فرق أخرى؛ إلى جانب فولك، تعاقد تشيلسي مع المهاجمين جيمي وينريدج وبوب ماكروبرتس من سمول هيث، وفرانك بيرسون من مانشستر سيتي. أقيمت أول مباراة لتشيلسي في الدوري خارج أرضه أمام نادي ستوكبورت كونتي في 2 سبتمبر 1905. لقد خسروا المباراة 1–0.  وكانت مباراتهم الأولى على أرضهم ضد ليفربول في مباراة ودية. لقد فازوا 4–0. وسجل روبرتسون أيضًا أول هدف تنافسي لتشيلسي، في الفوز 1–0 على بلاكبول. 

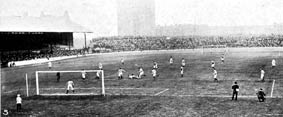
فاز تشيلسي على وست بروميتش ألبيون في ستامفورد بريدج في سبتمبر 1905.

أنهى تشيلسي الموسم الأول في المركز الثالث في دوري الدرجة الثانية، وهو مركز محترم، لكن روبرتسون شهد باستمرار تقويض منصبه بسبب تدخلات مجلس الإدارة. لقد فقد القدرة على اختيار الفريق في نوفمبر 1905، وبحلول يناير 1907 كان قد غادر إلى جلوسوب.  تولى سكرتير النادي ويليام لويس المسؤولية مؤقتًا وقاد الفريق إلى الصعود في نهاية الموسم، وذلك بفضل أهداف ويندريدغ وجورج "جاتلينج جان" هيلسدون. كان الأخير أول المهاجمين المميزين الذين لعبوا لصالح تشيلسي؛ حيث سجل خمسة أهداف في أول ظهور له و27 هدفًا في موسم الصعود في طريقه إلى أن يصبح أول لاعب يسجل 100 هدف للنادي.

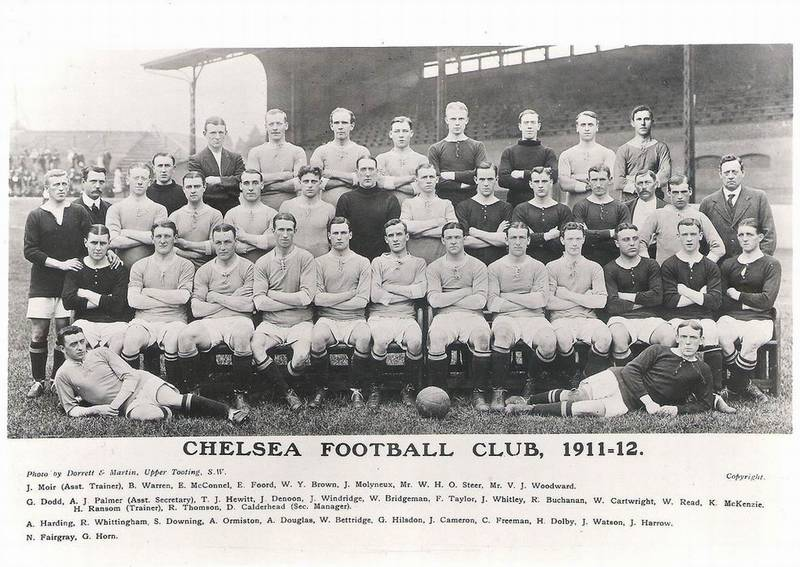
قائمة تشيلسي الكاملة لموسم 1911–12

خلف لويس ديفيد كالدرهيد، الذي كان مسؤولاً عن إدارة تشيلسي على مدار الـ26 عامًا التالية. لم تنتج المواسم الأولى للنادي سوى القليل من النجاح، وظل يتأرجح بين الدرجة الأولى والثانية. هبطوا في 1909–10، وصعدوا في 1911–12 واحتلوا المركز التاسع عشر في 1914–15، والموسم التنافسي الأخير قبل تعليق كرة القدم في إنجلترا بسبب الحرب العالمية الأولى. كان من المفترض أن يهبط النادي، ولكن عندما استؤنفت كرة القدم العادية في عام 1919، تم توسيع الدوري إلى 22 فريقًا وأعيد انتخاب تشيلسي إلى الدرجة الأولى.
في عام 1915، وفي ظل الحرب العالمية الأولى، وصل تشيلسي إلى نهائي كأس الاتحاد الإنجليزي لأول مرة، وهو ما يسمى بنهائي كأس "الكاكي"، وذلك بسبب العدد الكبير من الجنود النظاميين الحاضرين. أقيمت المباراة ضد شيفيلد يونايتد في أجواء كئيبة على ملعب أولد ترافورد في مانشستر لتجنب أي اضطرابات في لندن. بدا تشيلسي، في غياب مهاجمه الهواة البارز فيفيان وودوارد، الذي أصر بروح رياضية على أن الفريق الذي وصل إلى النهائي يجب أن يحافظ على مكانه، متوتراً على ما يبدو بسبب هذه المناسبة، وتفوق عليه المنافس في معظم أوقات المباراة. وسمح خطأ حارس المرمى جيم مولينوكس لمانشستر يونايتد بالتسجيل قبل نهاية الشوط الأول، لكن البلوز صمد حتى الدقائق الست الأخيرة، عندما أضاف خصمهم هدفين آخرين ليفوزوا 3–0.
وعلى الرغم من ثرواتهم المتقلبة، أصبح تشيلسي أحد أكثر الفرق شعبية في البلاد، حيث انجذب المشجعون إلى سمعة الفريق في لعب كرة قدم هجومية مسلية والتعاقد مع لاعبين نجوم، ولا سيما لاعب خط الوسط بين ارين والمهاجم بوب ويتنغهام. حقق النادي أعلى متوسط حضور جماهيري في كرة القدم الإنجليزية في مواسم 1907–08،  و1909–10،  و1911–12،  و1912–13  و1913–14.  حضر حشد من 67،000 شخص مباراة الدوري ضد مانشستر يونايتد في الجمعة العظيمة عام 1906، وهو رقم قياسي في ذلك الوقت لمباراة كرة قدم في لندن.  حضر 55 ألف متفرج أول مباراة ديربي لندنية على الإطلاق في الدرجة الأولى، ضد وولويتش أرسنال، وهو رقم قياسي لمباراة في دوري الدرجة الأولى. حضر 77،952 متفرجًا مباراة الجولة الرابعة من كأس الاتحاد الإنجليزي ضد سويندون في 13 أبريل 1911. 

## الحرب ودينامو ونظام الشباب الجديد (1940–1952)
تم تعيين بيريل مدربََا فنيًا لنادي تشيلسي قبل وقت قصير من اندلاع الحرب العالمية الثانية. بعد ثلاث مباريات من موسم 1939–40، تم إيقاف مباريات الدرجة الأولى لكرة القدم في بريطانيا طوال فترة الصراع، مما يعني أن جميع نتائج الحرب تعتبر غير رسمية فقط. تنافس تشيلسي في سلسلة من المسابقات الإقليمية، ومثل أي نادٍ آخر، شهد فريقه استنزافًا شديدًا بسبب المجهود الحربي (لم يلعب سوى اثنين من أعضاء فريق تشيلسي في الفترة 1938–39 للفريق مرة أخرى). ولهذا السبب قام النادي بإشراك مجموعة من اللاعبين "الضيوف"، وأبرزهم مات بسبي، ووالتر وينتربوتوم، وإدي هابجود. كما تنافسوا في كأس حرب دوري كرة القدم، وخلالها ظهروا لأول مرة على ملعب ويمبلي، وخسروا 1–3 أمام تشارلتون أثلتيك في نهائي عام 1944، وتغلبوا على ميلوول 2–0 بعد عام واحد أمام حشود تزيد عن 80 ألف متفرج. بعد المباراة الأخيرة، أصبح جون هاريس أول قائد لفريق تشيلسي يرفع الكأس في ويمبلي، حيث استلم الكأس من الملك جورج السادس.  
في أكتوبر 1945، وبعد انتهاء الحرب، بحثت السلطات الكروية الإنجليزية عن طريقة للاحتفال بعودة اللعبة في زمن السلم. وكجزء من لفتة حسن نية، أُعلن أن نادي دينامو موسكو، حامل لقب بطولة الاتحاد السوفييتي، سوف يقوم بجولة في المملكة المتحدة ويلعب ضد العديد من الفرق المحلية، بما في ذلك تشيلسي. أقيمت المباراة في 13 نوفمبر على ملعب ستامفورد بريدج، وارتدى تشيلسي قميصًا أحمر غير مألوف بسبب اشتباكه مع قميص دينامو الأزرق. قبل إنطلاق المباراة، قدم لاعبو دينامو باقة من الزهور لنظيرهم.  فاجأ المنتخب الروسي العديد من المراقبين بموهبته وإصراره بعد أن نجح في العودة من التأخر 0–2 و2–3 ليحصل على التعادل 3–3. وحضر المباراة ما يقدر بنحو 100 ألف شخص، ودخل الآلاف إلى الملعب بشكل غير قانوني. هذا الحضور هو الأعلى على الإطلاق في ستامفورد بريدج. شاهد المتفرجون المباراة من أماكن غامضة عديدة، بما في ذلك العديد من الأماكن على مسار الكلاب وعلى قمة المدرجات. 

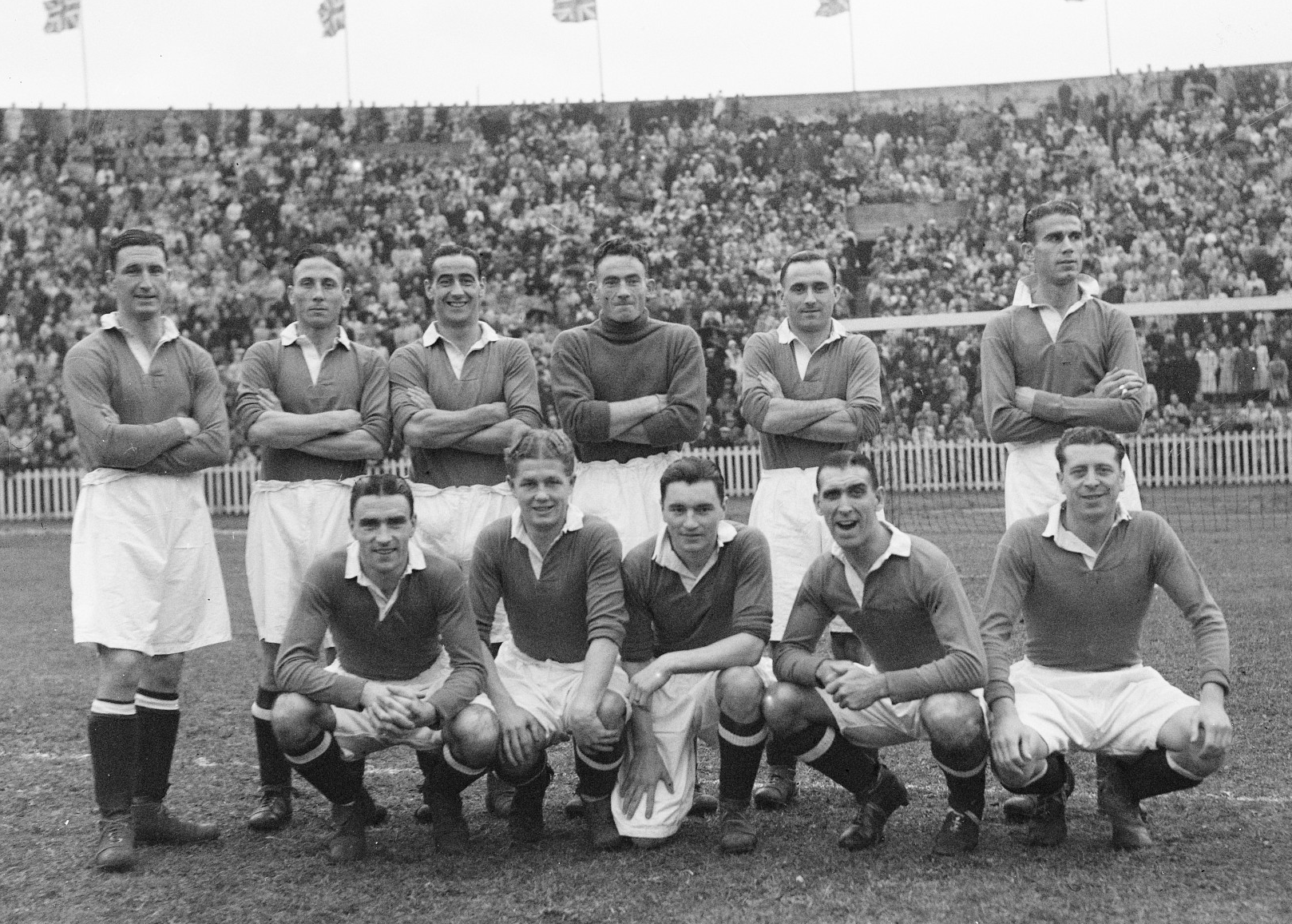
فريق تشيلسي لكرة القدم في نوفمبر 1947

بعد الحرب، أنفق تشيلسي مبالغ كبيرة مرة أخرى، واشترى مرة أخرى ثلاثة مهاجمين من ذوي الأسماء الكبيرة، هذه المرة تومي لاوتون، ولين غولدن، وتومي ووكر، مقابل حوالي 22 ألف جنيه إسترليني. قدم الثلاثي الأهداف والترفيه – سجل لاوتون رقمًا قياسيًا جديدًا للنادي بتسجيله 26 هدفًا في 34 مباراة بالدوري في 1946–47  – لكن تشيلسي أنهى الموسم في المركز الخامس عشر ولم ينتهِ أبدًا في مركز أعلى من الثالث عشر تحت قيادة بيريل. بعد خلاف مع بيريل، تم بيع لوتون إلى نوتس كاونتي مقابل 20 ألف جنيه إسترليني؛ وكان بديله روي بنتلي، الذي تم التعاقد معه من نيوكاسل يونايتد مقابل 11،500 جنيه إسترليني في عام 1948.
وفي عام 1951، تمتع تشيلسي بجولة أخرى في كأس الاتحاد الإنجليزي. وبعد فوزه على مانشستر يونايتد 2–0 في ربع النهائي المثير، أوقعته القرعة في مواجهة غريمه اللندني أرسنال على ملعب وايت هارت لين. سجل بنتلي هدفين ليمنح تشيلسي السيطرة على المباراة، لكن هدفا غريبا من أرسنال (أخطأ حارس مرمى تشيلسي في تقدير ركلة ركنية وسددها في مرماه) قبل نهاية الشوط الأول قلب المباراة. وأدرك أرسنال التعادل قبل 15 دقيقة من نهاية المباراة ثم فاز في مباراة الإعادة 1–0.
وبعد مرور عام، بدا أن تشيلسي متجه نحو الهبوط: فمع تبقي أربع مباريات، كان متأخرًا بفارق ست نقاط، في قاع الجدول، ولم يحقق أي فوز في أربع عشرة مباراة. بعد فوزه غير المتوقع في المباريات الثلاث الأولى، دخل تشيلسي مباراته الأخيرة وهو بحاجة إلى الفوز على بولتون واندررز على أمل تحقيق النتيجة الصحيحة بين المرشحين للهبوط إيفرتون وشيفيلد وينزداي. فاز تشيلسي بنتيجة 4–0 وفاز الأربعاء على إيفرتون بنتيجة 6–0، مما ضمن بقاء تشيلسي على متوسط الأهداف بفارق 0.044 هدف.  في عام 1952، واجه تشيلسي فريق أرسنال مرة أخرى في الدور نصف النهائي لكأس الاتحاد الإنجليزي، وبعد التعادل 1–1 في المباراة الأولى، خسر مباراة الإعادة 3–0. واستقال بيريل بعد فترة وجيزة.
كانت أكبر مساهمة لبيريل في تشيلسي خارج الملعب. في محاولة لمواجهة التكلفة المتصاعدة لرسوم الانتقالات في كرة القدم، أشرف على تطوير برنامج جديد مكثف للشباب والاستكشاف، برئاسة اللاعبين السابقين ديكي فوس، وديك سبينس وجيمس تومسون، والذي من شأنه أن يرى في النهاية أن النادي ينتج لاعبيه الخاصين.  ستوفر هذه السياسة النواة الأساسية للفريق الأول لتشيلسي على مدى العقود الثلاثة المقبلة على وجه الخصوص، حيث ستنتج لاعبين مثل جيمي غريفز، وبوبي سميث، وبيتر أوسغود، وبيتر بونيتي، وراي ويلكينز، ورون هاريس، وبوبي تامبلينغ، وألان هدسون، وتيري فينابلز، وجون هولينز.